# Ligue majeure de baseball 2008
Navigation
2007 2009
La Ligue majeure de baseball 2008 est la 108e saison depuis le rapprochement entre la Ligue américaine et la Ligue nationale. Le coup d'envoi de la saison a eu lieu le 25 mars au Tokyo Dome avec en match d'ouverture les Red Sox de Boston, champions en titre, face aux Athletics d'Oakland. La saison régulière s'est conclue le 30 septembre avec un match d'appui pour déterminer le vainqueur de la division centrale de la Ligue américaine. Le Match des étoiles de la Ligue majeure de baseball 2008 s'est joué le 15 juillet au Yankee Stadium. Les séries éliminatoires ont débuté le 1er octobre et se sont achevées le 29 octobre avec la victoire des Phillies de Philadelphie face aux Rays de Tampa Bay lors de la Série mondiale.

## Intersaison

### Barry Bonds
Le 15 novembre, Barry Bonds est inculpé de parjure et d'obstruction à la justice après quatre ans d'enquête fédérale dans le cadre du scandale BALCO. Le 7 décembre, il a plaidé non coupable pour toutes les accusations, 4 mois après avoir battu le record du nombre de circuits en carrière. Sans contrat pour la saison 2008, Bonds pourrait pendre sa retraite sportive à 43 ans.

### Le rapport Mitchell
Six jours après l'inculpation de Bonds, le rapport Mitchell est présenté au public et cite les noms de 87 joueurs actuels ou passés de la Ligue majeure de baseball soupçonnés d'avoir utilisé des substances dopantes.

## Stades
Les Nationals de Washington commenceront la saison 2008 le 30 mars dans leur nouveau stade, le Nationals Park, face aux Braves d'Atlanta. Le président George W. Bush doit lancer la première balle avant le début du match. Le Nationals Park remplace leur ancien stade, le RFK Stadium.
Cette saison marquera aussi la dernière année pour les deux stades de New York. Le Shea Stadium fermera ses portes le 28 septembre et les Mets de New York rejoindront le Citi Field lors de la saison 2009. Le mythique Yankee Stadium vivra son dernier match le 21 septembre après 83 saisons de baseball majeur et les Yankees de New York déménageront pour le New Yankee Stadium en 2009.
Le Jacobs Field, stade des Indians de Cleveland, sera renommé Progressive Field du nom d'une compagnie d'assurances ayant acheté les droits de nommage du stade pour 16 ans et un montant de 3,6 millions de dollars par an.

## Classement de la saison régulière
Légende : V : victoires, D : défaites, % : pourcentage de victoires, GB : games behind ou retard (en matchs) sur la première place.
| Ligue américaine (Division Est) | V  | D  | %     | GB   |
| ------------------------------- | -- | -- | ----- | ---- |
| Rays de Tampa Bay               | 97 | 65 | 0.599 | --   |
| Red Sox de Boston               | 95 | 67 | 0.586 | 2.0  |
| Yankees de New York             | 89 | 73 | 0.549 | 8.0  |
| Blue Jays de Toronto            | 86 | 76 | 0.531 | 11.0 |
| Orioles de Baltimore            | 68 | 93 | 0.422 | 28.5 |

| Ligue américaine (Division Centrale) | V  | D  | %     | GB   |
| ------------------------------------ | -- | -- | ----- | ---- |
| White Sox de Chicago                 | 89 | 74 | 0.540 | --   |
| Twins du Minnesota                   | 88 | 75 | 0.543 | 1    |
| Indians de Cleveland                 | 81 | 81 | 0.500 | 7.0  |
| Royals de Kansas City                | 75 | 87 | 0.463 | 13.0 |
| Tigers de Detroit                    | 74 | 87 | 0.460 | 13.5 |

| Ligue américaine (Division Ouest) | V   | D   | %     | GB   |
| --------------------------------- | --- | --- | ----- | ---- |
| Angels d'Anaheim                  | 100 | 62  | 0.617 | --   |
| Rangers du Texas                  | 79  | 83  | 0.488 | 21.0 |
| Athletics d'Oakland               | 75  | 86  | 0.466 | 24.5 |
| Mariners de Seattle               | 61  | 101 | 0.377 | 39.0 |

| Ligue nationale (Division Est) | V  | D   | %     | GB   |
| ------------------------------ | -- | --- | ----- | ---- |
| Phillies de Philadelphie       | 92 | 70  | 0.568 | --   |
| Mets de New York               | 89 | 73  | 0.549 | 3.0  |
| Marlins de la Floride          | 84 | 77  | 0.522 | 7.5  |
| Braves d'Atlanta               | 72 | 90  | 0.444 | 20.0 |
| Nationals de Washington        | 59 | 102 | 0.366 | 32.5 |

| Ligue nationale (Division Centrale) | V  | D  | %     | GB   |
| ----------------------------------- | -- | -- | ----- | ---- |
| Cubs de Chicago                     | 97 | 64 | 0.602 | --   |
| Brewers de Milwaukee                | 90 | 72 | 0.556 | 7.5  |
| Astros de Houston                   | 86 | 75 | 0.534 | 11.0 |
| Cardinals de Saint-Louis            | 86 | 76 | 0.531 | 11.5 |
| Reds de Cincinnati                  | 74 | 88 | 0.457 | 23.5 |
| Pirates de Pittsburgh               | 67 | 95 | 0.414 | 30.5 |

| Ligue nationale (Division Ouest) | V  | D  | %     | GB   |
| -------------------------------- | -- | -- | ----- | ---- |
| Dodgers de Los Angeles           | 84 | 78 | 0.519 | --   |
| Diamondbacks de l'Arizona        | 82 | 80 | 0.506 | 2.0  |
| Rockies du Colorado              | 74 | 88 | 0.457 | 10.0 |
| Giants de San Francisco          | 72 | 90 | 0.444 | 12.0 |
| Padres de San Diego              | 63 | 99 | 0.389 | 21.0 |

## Statistiques individuelles

### Au bâton
| Catégorie        | Ligue nationale         | Stat | Ligue américaine          | Stat |
| ---------------- | ----------------------- | ---- | ------------------------- | ---- |
| Moyenne au bâton | Chipper Jones (Braves)  | .364 | Joe Mauer (Twins)         | .328 |
| Points produits  | Ryan Howard (Phillies)  | 146  | Josh Hamilton (Rangers)   | 130  |
| Coups de circuit | Ryan Howard (Phillies)  | 48   | Miguel Cabrera (Tigers)   | 37   |
| Bases volées     | Willy Taveras (Rockies) | 68   | Jacoby Ellsbury (Red Sox) | 50   |

### Lanceurs
| Catégorie                 | Ligue nationale             | Stat | Ligue américaine             | Stat |
| ------------------------- | --------------------------- | ---- | ---------------------------- | ---- |
| Moyenne de points mérités | Johan Santana (Mets)        | 2.53 | Cliff Lee (Indians)          | 2.54 |
| Victoires                 | Brandon Webb (Diamondbacks) | 22   | Cliff Lee (Indians)          | 22   |
| Retraits sur prises       | Tim Lincecum (Giants)       | 265  | A. J. Burnett (Blue Jays)    | 231  |
| Sauvetages                | José Valverde (Astros)      | 44   | Francisco Rodríguez (Angels) | 62   |

## Séries éliminatoires
|  | Séries de divisions | Séries de divisions | Séries de divisions | Séries de divisions |   |         | Séries de championnat | Séries de championnat | Séries de championnat | Séries de championnat |  |  | Série mondiale | Série mondiale | Série mondiale | Série mondiale |
|  |                     |                     |                     |                     |   |         |                       |                       |                       |                       |  |  |                |                |                |                |
|  |                     |                     |                     |                     |   |         |                       |                       |                       |                       |  |  |                |                |                |                |
|  |                     |                     |                     |                     |   |         |                       |                       |                       |                       |  |  |                |                |                |                |
|  | 1                   | Angels              | 1                   | 1                   |   |         |                       |                       |                       |                       |  |  |                |                |                |                |
|  | 1                   | Angels              | 1                   | 1                   |   |         |                       |                       |                       |                       |  |  |                |                |                |                |
|  | 4                   | Red Sox             | 3                   | 3                   |   |         |                       |                       |                       |                       |  |  |                |                |                |                |
|  | 4                   | Red Sox             | 3                   | 3                   | 4 | Red Sox | 3                     | 3                     |                       |                       |  |  |                |                |                |                |
|  | Ligue américaine    |                     |                     |                     | 4 | Red Sox | 3                     | 3                     |                       |                       |  |  |                |                |                |                |
|  |                     |                     | 2                   | Rays                | 4 | 4       |                       |                       |                       |                       |  |  |                |                |                |                |
|  | 2                   | Rays                | 2                   | Rays                | 4 | 4       | 3                     | 3                     |                       |                       |  |  |                |                |                |                |
|  | 2                   | Rays                |                     |                     |   |         |                       | 3                     |                       |                       |  |  |                |                |                |                |
|  | 3                   | White Sox           | 1                   | 1                   |   |         |                       |                       |                       |                       |  |  |                |                |                |                |
|  | 3                   | White Sox           | 1                   | 1                   | 2 | Rays    | 1                     | 1                     |                       |                       |  |  |                |                |                |                |
|  |                     |                     |                     |                     | 2 | Rays    | 1                     | 1                     |                       |                       |  |  |                |                |                |                |
|  |                     |                     | 2                   | Phillies            | 4 | 4       |                       |                       |                       |                       |  |  |                |                |                |                |
|  | 1                   | Cubs                | 2                   | Phillies            | 4 | 4       | 0                     | 0                     |                       |                       |  |  |                |                |                |                |
|  | 1                   | Cubs                |                     |                     |   |         |                       |                       |                       |                       |  |  |                |                |                |                |
|  | 3                   | Dodgers             | 3                   | 3                   |   |         |                       |                       |                       |                       |  |  |                |                |                |                |
|  | 3                   | Dodgers             | 3                   | 3                   | 3 | Dodgers | 1                     | 1                     |                       |                       |  |  |                |                |                |                |
|  | Ligue nationale     |                     |                     |                     | 3 | Dodgers | 1                     | 1                     |                       |                       |  |  |                |                |                |                |
|  |                     |                     | 2                   | Phillies            | 4 | 4       |                       |                       |                       |                       |  |  |                |                |                |                |
|  | 2                   | Phillies            | 2                   | Phillies            | 4 | 4       | 3                     | 3                     |                       |                       |  |  |                |                |                |                |
|  | 2                   | Phillies            |                     |                     |   |         |                       | 3                     |                       |                       |  |  |                |                |                |                |
|  | 4                   | Brewers             | 1                   | 1                   |   |         |                       |                       |                       |                       |  |  |                |                |                |                |
|  | 4                   | Brewers             | 1                   | 1                   |   |         |                       |                       |                       |                       |  |  |                |                |                |                |
|  |                     |                     |                     |                     |   |         |                       |                       |                       |                       |  |  |                |                |                |                |

### Séries de divisions
Les séries de divisions constituent le premier tour des playoffs de la Ligue majeure de baseball. Les trois vainqueurs des divisions et le meilleur deuxième de chaque ligue sont qualifiés pour des séries au meilleur des cinq rencontres. Les séries sont programmées du 1er au 8 octobre 2008. Les vainqueurs des séries pour chaque ligue se rencontreront lors des séries de ligues du 10 au 18 octobre.

#### Angels de Los Angeles - Red Sox de Boston
| Match | Date        | Recevant              | Visiteur              | Score         |
| ----- | ----------- | --------------------- | --------------------- | ------------- |
| 1     | 1er octobre | Angels de Los Angeles | Red Sox de Boston     | 1 - 4         |
| 2     | 3 octobre   | Angels de Los Angeles | Red Sox de Boston     | 5 - 7         |
| 3     | 5 octobre   | Red Sox de Boston     | Angels de Los Angeles | 4 - 5 (12 m.) |
| 4     | 6 octobre   | Red Sox de Boston     | Angels de Los Angeles | 3 - 2         |

#### Rays de Tampa Bay - White Sox de Chicago
| Match | Date      | Recevant             | Visiteur             | Score |
| ----- | --------- | -------------------- | -------------------- | ----- |
| 1     | 2 octobre | Rays de Tampa Bay    | White Sox de Chicago | 6 - 4 |
| 2     | 3 octobre | Rays de Tampa Bay    | White Sox de Chicago | 6 - 2 |
| 3     | 5 octobre | White Sox de Chicago | Rays de Tampa Bay    | 5 - 3 |
| 4     | 6 octobre | White Sox de Chicago | Rays de Tampa Bay    | 2 - 6 |

#### Cubs de Chicago - Dodgers de Los Angeles
| Match | Date        | Recevant               | Visiteur               | Score  |
| ----- | ----------- | ---------------------- | ---------------------- | ------ |
| 1     | 1er octobre | Cubs de Chicago        | Dodgers de Los Angeles | 2 - 7  |
| 2     | 2 octobre   | Cubs de Chicago        | Dodgers de Los Angeles | 3 - 10 |
| 3     | 4 octobre   | Dodgers de Los Angeles | Cubs de Chicago        | 3 - 1  |

#### Phillies de Philadelphie - Brewers de Milwaukee
| Match | Date        | Recevant                 | Visiteur                 | Score |
| ----- | ----------- | ------------------------ | ------------------------ | ----- |
| 1     | 1er octobre | Phillies de Philadelphie | Brewers de Milwaukee     | 3 - 1 |
| 2     | 2 octobre   | Phillies de Philadelphie | Brewers de Milwaukee     | 5 - 2 |
| 3     | 4 octobre   | Brewers de Milwaukee     | Phillies de Philadelphie | 4 - 1 |
| 4     | 5 octobre   | Brewers de Milwaukee     | Phillies de Philadelphie | 2 - 6 |

### Séries de championnat
Les séries de championnat constituent le deuxième tour des playoffs de la Ligue majeure de baseball. Les deux vainqueurs des séries de division sont qualifiés pour des séries au meilleur des sept rencontres. Les séries sont programmées du 9 au 19 octobre 2008. Les vainqueurs des séries pour chaque ligue se rencontreront lors de la Série mondiale du 22 au 30 octobre.

#### Rays de Tampa Bay - Red Sox de Boston
| Match | Date       | Recevant          | Visiteur          | Score         |
| ----- | ---------- | ----------------- | ----------------- | ------------- |
| 1     | 10 octobre | Rays de Tampa Bay | Red Sox de Boston | 0 - 2         |
| 2     | 11 octobre | Rays de Tampa Bay | Red Sox de Boston | 9 - 8 (11 m.) |
| 3     | 13 octobre | Red Sox de Boston | Rays de Tampa Bay | 9 - 1         |
| 4     | 14 octobre | Red Sox de Boston | Rays de Tampa Bay | 13 - 4        |
| 5     | 16 octobre | Red Sox de Boston | Rays de Tampa Bay | 8 - 7         |
| 6     | 18 octobre | Rays de Tampa Bay | Red Sox de Boston | 4 - 2         |
| 7     | 19 octobre | Rays de Tampa Bay | Red Sox de Boston | 3 - 1         |

#### Phillies de Philadelphie - Dodgers de Los Angeles
| Match | Date       | Recevant                 | Visiteur                 | Score |
| ----- | ---------- | ------------------------ | ------------------------ | ----- |
| 1     | 9 octobre  | Phillies de Philadelphie | Dodgers de Los Angeles   | 3 - 2 |
| 2     | 10 octobre | Phillies de Philadelphie | Dodgers de Los Angeles   | 8 - 5 |
| 3     | 12 octobre | Dodgers de Los Angeles   | Phillies de Philadelphie | 7 - 2 |
| 4     | 13 octobre | Dodgers de Los Angeles   | Phillies de Philadelphie | 7 - 5 |
| 5     | 15 octobre | Dodgers de Los Angeles   | Phillies de Philadelphie | 5 - 1 |

### Série mondiale

#### Rays de Tampa Bay - Phillies de Philadelphie
| Match | Date          | Recevant                 | Visiteur                 | Score  |
| ----- | ------------- | ------------------------ | ------------------------ | ------ |
| 1     | 22 octobre    | Rays de Tampa Bay        | Phillies de Philadelphie | 2 - 3  |
| 2     | 23 octobre    | Rays de Tampa Bay        | Phillies de Philadelphie | 4 - 2  |
| 3     | 25 octobre    | Phillies de Philadelphie | Rays de Tampa Bay        | 5 - 4  |
| 4     | 26 octobre    | Phillies de Philadelphie | Rays de Tampa Bay        | 10 - 2 |
| 5     | 27-29 octobre | Phillies de Philadelphie | Rays de Tampa Bay        | 4 - 3  |

Les Phillies de Philadelphie remportent le 2e titre de leur histoire 28 ans après leur premier triomphe en 1980. Cole Hamels, le lanceur partant des matches 1 et 5 a été élu Meilleur joueur de la série. Il est le cinquième joueur de l'histoire des séries éliminatoires à remporter les deux trophées de Meilleur joueur (Série de ligue et Série mondiale) à seulement 24 ans et 3 saisons en MLB.

## Managers

### Ligue américaine
| Équipe                  | Manager        | Commentaires |
| ----------------------- | -------------- | --- |
| Orioles de Baltimore    | Dave Trembley  | |
| Red Sox de Boston       | Terry Francona | |
| White Sox de Chicago    | Ozzie Guillen  | |
| Indians de Cleveland    | Eric Wedge     | |
| Tigers de Detroit       | Jim Leyland    | |
| Royals de Kansas City   | Trey Hillman   | |
| Angles de Los Angeles   | Mike Scioscia  | |
| Twins du Minnesota      | Ron Gardenhire | |
| Yankees de New York     | Joe Girardi    | |
| Athletics d'Oakland     | Bob Geren      | |
| Mariners de Seattle     | Jim Riggleman  | John McLaren a été licencié le 19 juin avec un bilan de 25 victoires pour 47 défaites, le plus mauvais bilan de la MLB à cette date. Il a été remplacé par Jim Riggleman, instructeur du banc depuis le début la saison,. |
| Devil Rays de Tampa Bay | Joe Maddon     | |
| Rangers du Texas        | Ron Washington | |
| Blue Jays de Toronto    | Cito Gaston    | John Gibbons a été licencié le 20 juin avec un bilan de 35 victoires pour 39 défaites. Il a été remplacé par Cito Gaston, manager lors des deux Séries mondiales avec les Blue Jays en 1992 et 1993,.                     |

### Ligue nationale
| Équipe                    | Manager        | Commentaires |
| ------------------------- | -------------- | --- |
| Diamondbacks de l'Arizona | Bob Melvin     | |
| Braves d'Atlanta          | Bobby Cox      | |
| Cubs de Chicago           | Lou Piniella   | |
| Reds de Cincinnati        | Dusty Baker    | |
| Rockies du Colorado       | Clint Hurdle   | |
| Marlins de la Floride     | Fredi González | |
| Astros de Houston         | Cecil Cooper   | |
| Dodgers de Los Angeles    | Joe Torre      | |
| Brewers de Milwaukee      | Dale Sveum     | Ned Yost a licencié le 15 septembre 2008 avec un bilan de 83 victoires pour 67 défaites. Les Brewers restaient sur un bilan de 3 victoires pour 11 défaites depuis le début du mois de septembre, perdant leur avantage sur les Phillies dans la course au meilleur deuxième. Il a été remplacé par Dale Sveum, instructeur de troisième but de l'équipe |
| Mets de New York          | Jerry Manuel   | Willie Randolph a été remercié le 16 juin 2008 avec un bilan de 34 victoires pour 35 défaites. Il a été remplacé par Jerry Manuel, instructeur du banc des Mets depuis 2006 |
| Phillies de Philadelphie  | Charlie Manuel | |
| Pirates de Pittsburgh     | John Russell   | |
| Cardinals de Saint-Louis  | Tony La Russa  | |
| Padres de San Diego       | Bud Black      | |
| Giants de San Francisco   | Bruce Bochy    | |
| Nationals de Washington   | Manny Acta     | |

## Match des étoiles
Le match s'est tenu le 15 juillet 2008 au Yankee Stadium, antre des Yankees de New York. C'est la quatrième et dernière fois que le Yankee Stadium recevait le match des étoiles avant sa destruction après la saison 2008. C'est la première fois qu'un match des étoiles se joue dans un stade l'année de sa fermeture.
L'équipe de Ligue américaine a remporté sa onzième victoire consécutive (sans compter le match nul de 2002) sur le score de 4 à 3 en 15 manches et 4 heures 50 minutes de jeu. D'après les termes de l'accord signé en 2006 entre la MLB et le syndicat des joueurs, la franchise qui remportera le titre de Ligue américaine aura l'avantage du terrain pour la Série mondiale 2008.
J.D. Drew a été nommé Meilleur joueur du match, frappant 2 coups sûrs en 4 présences au bâton, dont un circuit pour deux points en 7e manche qui a permis à l'équipe de Ligue américaine de revenir au score.

## Faits marquants

### Statistiques en carrière
- 9 avril : Iván Rodríguez, receveur des Tigers de Detroit, enregistre son 2500e coup sûr en carrière contre les Red Sox de Boston[12].
- 22 avril : John Smoltz, lanceur des Braves d'Atlanta, réussit son 3000e retrait sur prises en retirant Felipe López des Nationals de Washington[13].
- 10 mai : Greg Maddux, lanceur des Padres de San Diego, est crédité de sa 350e victoire en carrière[14].
- 12 mai : Brad Ausmus, receveur des Astros de Houston, réussit son 1500e coup sûr en carrière. Avec 101 buts volés, il est l'un des huit receveurs de l'histoire des ligues majeurs avec au moins 1500 coups sûrs et 100 buts volés[15].
- 25 mai : Omar Vizquel joue son 2584e match au poste d'arrêt-court, dépassant le précédent record détenu par Luis Aparicio[16].
- 26 mai : Jamie Moyer, lanceur des Phillies de Philadelphie, devient le sixième lanceur de l'histoire à battre chacune des 30 équipes des ligues majeures après une victoire contre les Rockies du Colorado[17].
- 31 mai : Manny Ramírez, champ extérieur des Red Sox de Boston, frappe son 500e circuit en carrière contre les Orioles de Baltimore. Il est le 24e joueur de l'histoire des ligues majeures à franchir ce palier[18].
- 3 juin : Randy Johnson, lanceur des Diamondbacks de l'Arizona, réussit son 4673e retrait sur prises en retirant Mike Cameron des Brewers de Milwaukee. Il devient le deuxième meilleur lanceur de l'histoire des ligues majeures dans cette catégorie, dépassant Roger Clemens[19].
- 5 juin : Chipper Jones, joueur de troisième but des Braves d'Atlanta, frappe son 400e circuit en carrière face aux Marlins de la Floride[20].
- 9 juin : Ken Griffey Jr., champ extérieur des Reds de Cincinnati, frappe son 600e circuit en carrière face aux Marlins de la Floride. Il est le sixième joueur de l'histoire des ligues majeures à franchir ce palier[21].
- 7 juillet : Carl Crawford, champ extérieur des Rays de Tampa Bay, vole son 300e but en carrière. Il est le neuvième joueur à atteindre ce palier avant l'âge de 27 ans depuis 1900[22].
- 12 juillet : Derek Jeter, arrêt-court des Yankees de New York, frappe son 200e circuit en carrière[23].
- 13 juillet : Jonathan Papelbon réussit son 100e sauvetage en carrière pour sa troisième saison avec les Red Sox de Boston[24].

### Franchises
- 17 avril : les Rockies du Colorado et les Padres de San Diego jouent un match en 22 manches et 6 heures 16 minutes, le plus long match dans l'histoire des deux franchises. Les Rockies ont gagné sur le score de 2 à 1[25],[26].
- 23 avril : les Cubs de Chicago remportent leur 10000e victoire en Ligue nationale en 132 saisons en battant les Rockies du Colorado 7 à 6. Les Cubs sont la deuxième franchise des ligues majeures à atteindre ce total de victoire après les Giants de San Francisco en 2005[27].

### Lanceurs
- 19 mai : Jon Lester, lanceur des Red Sox de Boston, réussit le 18e match sans point ni coup sûr de l'histoire de la franchise lors d'une victoire 7 à 0 contre les Royals de Kansas City[28].
- 28 juin : Jered Weaver et Jose Arredondo des Angels de Los Angeles d'Anaheim lancent 8 manches sans accorder de coup sûr, mais concèdent une défaite 1 à 0 face aux Dodgers de Los Angeles. C'est la cinquième fois dans l'histoire des ligues majeures qu'une équipe perd sans accorder de coup sûr. Ce match n'est pas reconnu comme un match sans point ni coup sûr, les Angels n'ayant pas lancé les 9 manches nécessaires[29].

### Frappeurs
- 17-21 avril : Chase Utley, joueur de deuxième but des Phillies de Philadelphie, frappe 6 circuits lors de cinq matchs consécutifs, égalant la meilleure série d'un joueur des Phillies[30].

### Défense
- 12 mai : Asdrúbal Cabrera, joueur de deuxième but des Indians de Cleveland, réussit le 14e triple jeu sans aide de l'histoire des ligues majeures. Lors de la 5e manche contre les Blue Jays de Toronto, avec Kevin Mench au deuxième but, Marco Scutaro au premier but et Lyle Overbay au bâton, il capte la frappe d'Overbay puis pose le pied sur le deuxième but pour retirer Mench et toucher Scutaro, ces derniers étant partis de leur but pour tenter un double vol[31].

## Honneurs individuels
| Trophées de l'Association des chroniqueurs de baseball d'Amérique | Trophées de l'Association des chroniqueurs de baseball d'Amérique       | Trophées de l'Association des chroniqueurs de baseball d'Amérique           | Trophées de l'Association des chroniqueurs de baseball d'Amérique | Trophées de l'Association des chroniqueurs de baseball d'Amérique | Trophées de l'Association des chroniqueurs de baseball d'Amérique | Trophées de l'Association des chroniqueurs de baseball d'Amérique | Trophées de l'Association des chroniqueurs de baseball d'Amérique | Trophées de l'Association des chroniqueurs de baseball d'Amérique |
| Trophée                                                           | Ligue nationale                                                         | Ligue américaine                                                            |                                                                   |                                                                   |                                                                   |                                                                   |                                                                   |                                                                   |
| ----------------------------------------------------------------- | ----------------------------------------------------------------------- | --------------------------------------------------------------------------- | ----------------------------------------------------------------- | ----------------------------------------------------------------- | ----------------------------------------------------------------- | ----------------------------------------------------------------- | ----------------------------------------------------------------- | ----------------------------------------------------------------- |
| Recrue de l'année                                                 | Geovany Soto (Cubs)                                                     | Evan Longoria (Rays)                                                        |                                                                   |                                                                   |                                                                   |                                                                   |                                                                   |                                                                   |
| Trophée Cy Young                                                  | Tim Lincecum (Giants)                                                   | Cliff Lee (Indians)                                                         |                                                                   |                                                                   |                                                                   |                                                                   |                                                                   |                                                                   |
| Manager de l'année                                                | Lou Piniella (Cubs)                                                     | Joe Maddon (Rays)                                                           |                                                                   |                                                                   |                                                                   |                                                                   |                                                                   |                                                                   |
| Meilleur joueur (MVP)                                             | Albert Pujols (Cardinals)                                               | Dustin Pedroia (Red Sox)                                                    |                                                                   |                                                                   |                                                                   |                                                                   |                                                                   |                                                                   |
| Gant doré                                                         |                                                                         |                                                                             |                                                                   |                                                                   |                                                                   |                                                                   |                                                                   |                                                                   |
| Position                                                          | Ligue nationale                                                         | Ligue américaine                                                            |                                                                   |                                                                   |                                                                   |                                                                   |                                                                   |                                                                   |
| Lanceur                                                           | Greg Maddux (Padres/Dodgers)                                            | Mike Mussina (Yankees)                                                      |                                                                   |                                                                   |                                                                   |                                                                   |                                                                   |                                                                   |
| Receveur                                                          | Yadier Molina (Cardinals)                                               | Joe Mauer (Twins)                                                           |                                                                   |                                                                   |                                                                   |                                                                   |                                                                   |                                                                   |
| 1re base                                                          | Adrian Gonzalez (Padres)                                                | Carlos Peña (Rays)                                                          |                                                                   |                                                                   |                                                                   |                                                                   |                                                                   |                                                                   |
| 2e base                                                           | Brandon Phillips (Reds)                                                 | Dustin Pedroia (Red Sox)                                                    |                                                                   |                                                                   |                                                                   |                                                                   |                                                                   |                                                                   |
| 3e base                                                           | David Wright (Mets)                                                     | Adrián Beltré (Mariners)                                                    |                                                                   |                                                                   |                                                                   |                                                                   |                                                                   |                                                                   |
| Arrêt-court                                                       | Jimmy Rollins (Phillies)                                                | Michael Young (Rangers)                                                     |                                                                   |                                                                   |                                                                   |                                                                   |                                                                   |                                                                   |
| Champ extérieur                                                   | Nate McLouth (Pirates) Carlos Beltran (Mets) Shane Victorino (Phillies) | Torii Hunter (Angels) Grady Sizemore (Indians) Ichiro Suzuki (Mariners)     |                                                                   |                                                                   |                                                                   |                                                                   |                                                                   |                                                                   |
| Prix Silver Slugger                                               |                                                                         |                                                                             |                                                                   |                                                                   |                                                                   |                                                                   |                                                                   |                                                                   |
| Position                                                          | Ligue nationale                                                         | Ligue américaine                                                            |                                                                   |                                                                   |                                                                   |                                                                   |                                                                   |                                                                   |
| Lanceur/Frappeur désigné                                          | Carlos Zambrano (Cubs)                                                  | Aubrey Huff (Orioles)                                                       |                                                                   |                                                                   |                                                                   |                                                                   |                                                                   |                                                                   |
| Receveur                                                          | Brian McCann (Braves)                                                   | Joe Mauer (Twins)                                                           |                                                                   |                                                                   |                                                                   |                                                                   |                                                                   |                                                                   |
| 1re base                                                          | Albert Pujols (Cardinals)                                               | Justin Morneau (Twins)                                                      |                                                                   |                                                                   |                                                                   |                                                                   |                                                                   |                                                                   |
| 2e base                                                           | Chase Utley (Phillies)                                                  | Dustin Pedroia (Red Sox)                                                    |                                                                   |                                                                   |                                                                   |                                                                   |                                                                   |                                                                   |
| 3e base                                                           | David Wright (Mets)                                                     | Alex Rodriguez (Yankees)                                                    |                                                                   |                                                                   |                                                                   |                                                                   |                                                                   |                                                                   |
| Arrêt-court                                                       | Hanley Ramírez (Marlins)                                                | Derek Jeter (Yankees)                                                       |                                                                   |                                                                   |                                                                   |                                                                   |                                                                   |                                                                   |
| Champ extérieur                                                   | Ryan Braun (Brewers) Matt Holliday (Rockies) Ryan Ludwick (Cardinals)   | Josh Hamilton (Rangers) Carlos Quentin (White Sox) Grady Sizemore (Indians) |                                                                   |                                                                   |                                                                   |                                                                   |                                                                   |                                                                   |